# Liste des évêques de Concordia

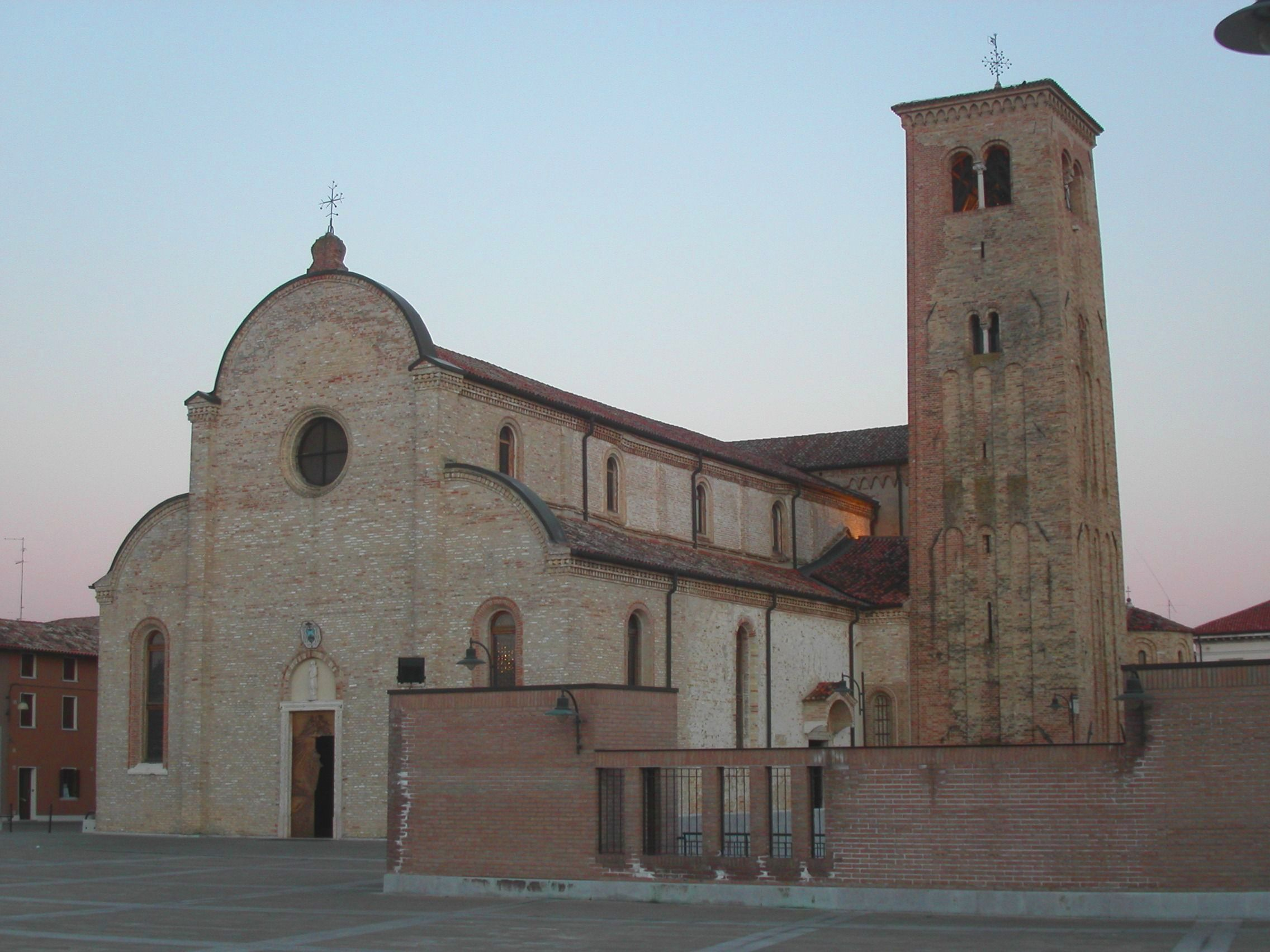
Cathédrale de Concordia Sagittaria

Carte

Le diocèse de Concordia (Sagittaria) est un diocèse italien en Vénétie avec siège à Concordia Sagittaria. Il a été fondé au IVe siècle. En 606, la résidence épiscopale fut transférée à Caorle, puis en 1587 à Portogruaro mais sans modification du titre épiscopal. Aujourd'hui, le siège est établi à Pordenone, dans le Frioul-Vénétie Julienne, mais ce n'est qu'en 1971 que le nom a changé pour devenir diocèse de Concordia-Pordenone.

## Évêques
- Chiarissimo Elia † (579)
- Agostino ou Augusto † (591)
- Giovanni † (604)
- Pietro † (802)
- Anselmo † (827)
- Tomicario (ou Toringario) † (844)
- Adelmano † (901)
- Alberico † (963 - 984)
- Bennone † (996)
- Majo † (1015)
- Roadberto † (1031)
- Diotwino † (1063)
- Regimpoto † (1089)
- Riwino † (1106)
- Otto I † ( 1118 - 1121)
- Artmanno † (1136 - ?)
- Gervico † ( 1139 - 1162)
- Conone † ( 1164)
- Gerardo † (septembre 1177 - 1179)
- Gionata † (1180 - 13 septembre 1187 )
- Romolo † (1188 - 1196 )
- Volderico † ( 1203 - 1211)
- Oddo † (1214 - 1216 )
- Almerico † (1216 - ?)
- Federico dei conti di Prata † (1221 - 20 novembre 1250 )
- Guglielmo da Cividale † (5 janvier 1251 - ?)
- Guarnerio † (12 juin 1251 - v. 1252 )
  - Tiso † (25 octobre 1252 - 1257 ) (administrateur apostolique)
- Alberto da Collice † (26 juillet 1260 - 3 juillet 1268 )
- Fulcherio di Zuccola, O.F.M. † (v. 1269 - 17 avril 1293 )
- Giacomo d'Ottonello † (27 avril 1293 - 10 décembre 1317 )
- Anonyme † (1319 - 18 janvier 1320 )
- Artico Frangipani † (28 septembre 1320 - 1331)
- Guido Ier, O.S.B.Cam. † (5 avril 1331 - 23 mars 1333)
- Umberto da Cesena † (21 avril 1333 - 22 août 1334 )
- Guido de Guisis † (16 septembre 1334 - 17 juin 1347 )
- Costantino di Savorgnano † (12 décembre 1347 - 7 mai)
- Pietro da Clausello † (30 mai 1348 - 25 octobre 1360 )
- Guido de Baisio † (15 février 1361 - 10 octobre 1380)
- Ambrogio da Parma † (10 octobre 1380 - 1389)
- Agostino di Boemia, O.E.S.A. † (9 mars 1389 - 22 mai 1392 )
- Antonio Panciera † (12 juillet 1392 - 27 février 1402)
- Antonio Da Ponte (it) † (27 février 1402 - 26 juin 1409)
- Enrico dei Signori di Strassoldo † (6 septembre 1409 - v. 1432 )
- Daniele Scotto † (7 janvier 1433 - 11 juillet 1443)
- Battista Legname † (19 juillet 1443 - 6 avril 1455)
- Antonio Feletto † (2 mai 1455 - 15 octobre 1488 )
- Leonello Chiericato † (22 octobre 1488 - 19 août 1506 )
- Francesco Argentino † (24 août 1506 - 23 août 1511 )
- Giovanni Argentino † (10 septembre 1511 - 1533 )
  - Marino Grimani † (juillet 1533 - 1537) (administrateur apostolique)
- Pietro Querini † (11 avril 1537 - 1er décembre 1584 )
- Marino Querini † (13 mai 1585 - août 1585 )
- Matteo Sanudo I † (26 août 1585 - 1616 )
- Matteo Sanudo II † (1616 - 22 février 1641 )
- Benedetto Cappello † (21 octobre 1641 - août 1667 )
- Bartolomeo Gradenigo † (14 novembre 1667 - 27 février 1668)
- Agostino Premoli † (9 avril 1668 - octobre 1692)
- Paolo Valaresso, O.S.B. † (1693 - 23 novembre 1723 )
- Giacomo Maria Erizzo, O.P. † (26 juin 1724 - 26 novembre 1760 )
- Alvise Maria Gabrieli † (7 avril 1761 - 12 juillet 1779)
- Giuseppe Maria Bressa, O.S.B. † (12 juillet 1779 - 13 janvier 1817 )
- Pietro Carlo Ciani † (17 septembre 1818 - 31 juillet 1825 )
- Carlo Fontanini, C.M. † (9 avril 1827 - 1er novembre 1848 )
- Angelo Fusinato † (20 mai 1850 - 28 juillet 1854 )
- Andrea Casasola (it) † (17 décembre 1855 - 28 septembre 1863)
- Nicolò Frangipane † (8 janvier 1866 - 1872 )
- Pietro Cappellari † (6 mai 1872 - 6 mai 1881)
- Domenico Pio Rossi, O.P. † (13 mai 1881 - 1893)
- Pietro Zamburlini † (16 janvier 1893 - 22 juin 1896)
- Francesco Isola † (22 juin 1896 - 14 février 1919)
- Luigi Paulini † (10 mars 1919 - 1945 )
- Vittorio D'Alessi † (10 octobre 1945 - 9 mai 1949 )
- Vittorio De Zanche † (25 septembre 1949 - 14 avril 1977)
- Abramo Freschi † (14 avril 1977 - 19 juillet 1989 )
- Sennen Corrà † (19 juillet 1989 - 16 septembre 2000 )
- Ovidio Poletto (16 septembre 2000 - 25 février 2011 )
- Giuseppe Pellegrini ( 25 février 2011-)